# Batavus Whippet

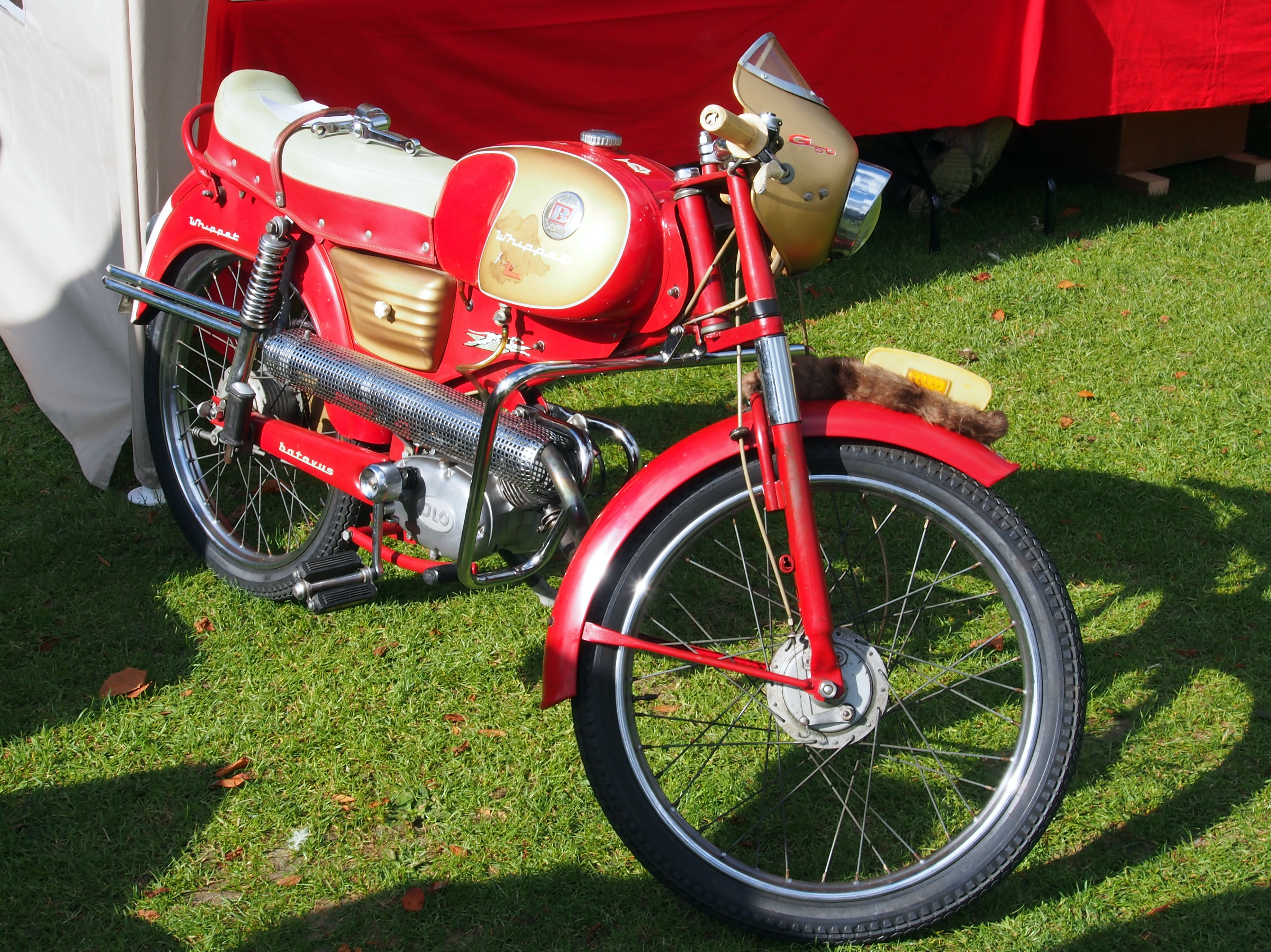

De Batavus Whippet was een bromfietsmodel uit de jaren 1960 van de Nederlandse tweewielerfabrikant Batavus.
De Whippet verscheen in 1962 als sportbrommer op de Nederlandse markt tegen een basisprijs van omstreeks 750 gulden. Hij was onder meer voorzien van een ILO-piano krachtbron met twee of drie handbediende versnellingen, een stuurkuipje en een valbeugel. De Whippet bleek goed verkoopbaar onder de jeugd en er ontstonden nieuwe modelversies die op diverse punten verschilden met onder andere dubbele hooglopende uitlaatpijpen en nieuwe kleurstellingen. De Batavus Whippet is tot 1967 in zes verschillende versies geproduceerd. Gazelle voerde daarbij na een (tijdelijke) fusie met Batavus nog een aangepaste versie onder de noemer "Grant" in 1964 en 1965.